# Passakongo
Passakongo est une commune située dans le département de Dédougou de la province du Mouhoun au Burkina Faso.

## Géographie
Située à quatre kilomètres au nord de Dédougou sur la route nationale 10, la commune de Passakongo est sur deux sites distincts que sont Bokuy et Dokora. A Dokora il y a 11 quartiers : Zaakuy, Peenkuy, Kakabakuy, Kambwazakuy (presue disparu), Sienkuy, Kiinta, Gnakuy, Gnienkuy, Yonkuy, Sièkuy, Fuokuy.

## Éducation et santé
La commune accueille un centre de santé et de promotion sociale (CSPS).